# Religió a Moçambic
Religió a Moçambic (cens 2007)

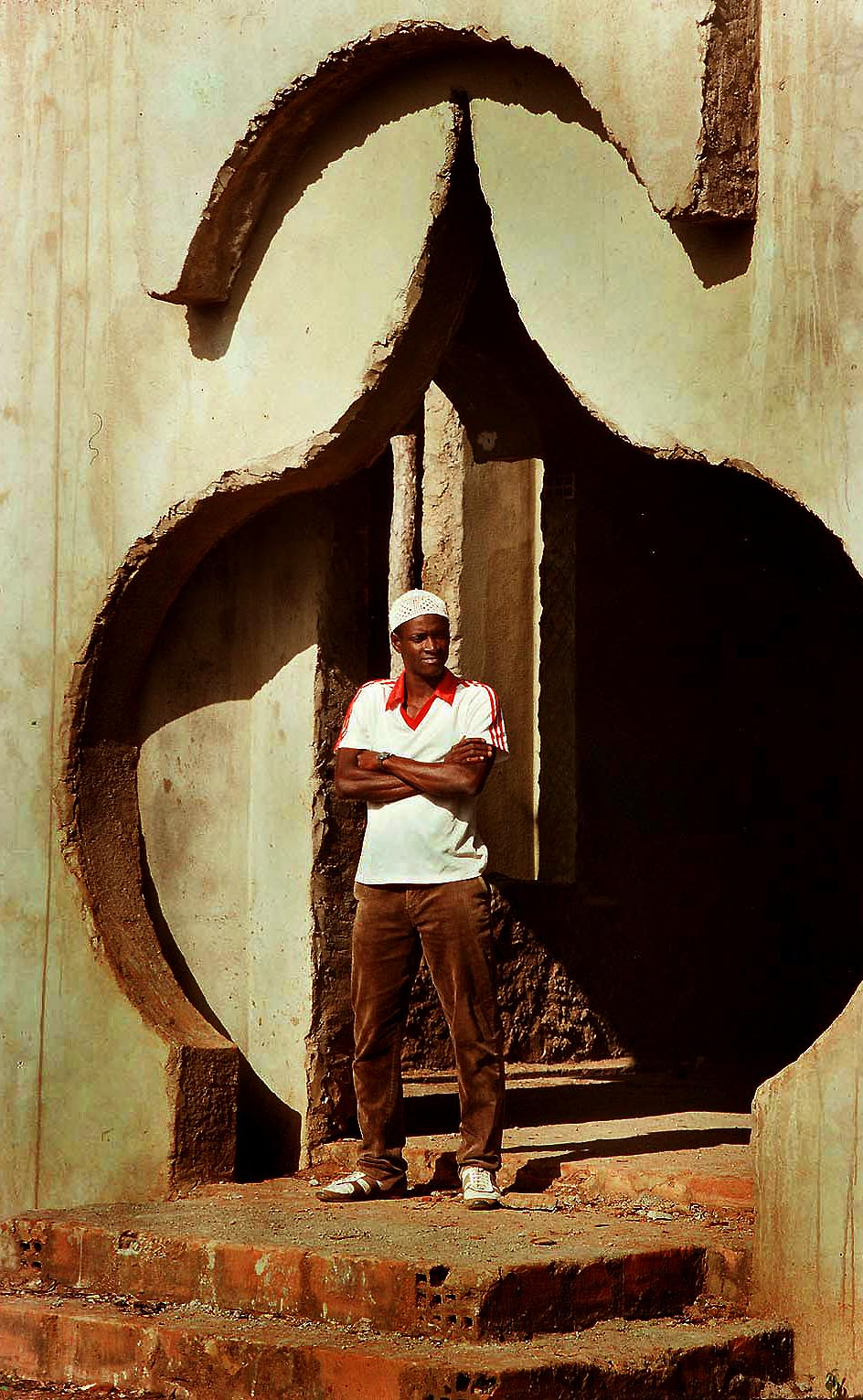
Un creient musulmà esperant a la porta d'una mesquita de Moçambic

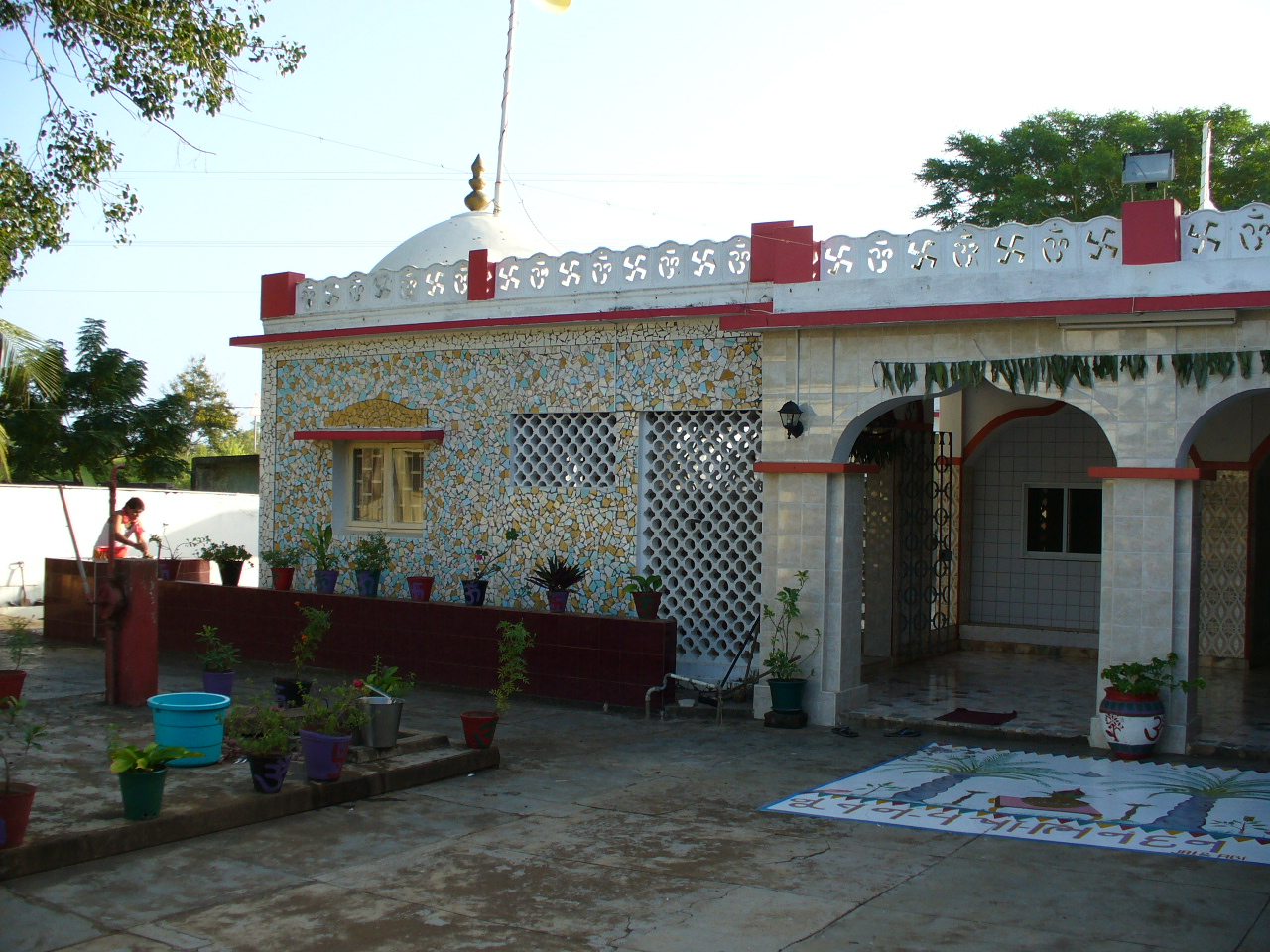
Temple hindu a Salamanga

Aquest és un article sobre la religió a Moçambic. D'acord amb el cens més recent realitzat per l'Institut Nacional d'Estadística el 2007, el 56,1% de la població de Moçambic eren cristiana, el 17,9% eren musulmans (principalment sunnites), el 18,7% no tenien cap religió, i el 7,3% pertanyia a altres creences. Aquestes xifres s'han d'usar amb molta cura, ja que són bastant problemàtiques.
Les comunitats religioses estan disperses per tot el país. Les províncies del nord són majoritàriament musulmanes, particularment al llarg la franja costanera, però algunes zones de l'interior nord tenen una concentració més forta de comunitats protestants o catòliques. Els protestants i els catòlics són generalment més nombrosos en les regions meridional i central, però també hi són presents a aquestes àrees poblacions minoritàries de musulmans.
La Direcció Nacional d'Afers Religiosos del Ministeri de Justícia va afirmar que els cristians evangèlics representen el grup religiós de més ràpid creixement al país. Generalment les comunitats religioses tendeixen a dibuixar els seus membres a través de línies ètniques, polítiques, econòmiques i racials.
Hi ha 732 denominacions religioses i 144 organitzacions religioses registrades al Departament d'Afers Religiosos del Ministeri de Justícia. Durant el període que s'examina es van registrar 10 denominacions i 20 organitzacions religioses. Els principals grups religiosos cristians inclouen anglicans, baptiste, l'Església de Jesucrist dels Sants dels Darrers Dies, Congregacional, Metodista, natzarens, presbiterians, testimonis de Jehovà, catòlics, adventistes i de l'Església universal del Regne de Déu, així com evangèlics, ortodoxos, i esglésies pentecostalistes. Moltes esglésies petites i independents, protestants i catòliques se separades del corrent principal de llurs denominacions fusionen creences i pràctiques tradicionals africanes en un marc cristià.
La immensa majoria dels musulmans són sunnites que pertanyen a l'escola de jurisprudència xafiïta influenciada pel sufisme, amb una petita minoria xiïta (unes poques famílies) principalment d'origen del sud d'Àsia. La creixent població d'immigrants del sud d'Àsia és predominantment musulmana sunnita i segueix l'escola de jurisprudència hanafita. Les tres principals organitzacions islàmiques són el Congrés Islàmic, el Consell Islàmic i la Comunitat Musulmana [Asiàtica]. L'organització no governamental Agència dels Musulmans Africans, finançada per Kuwait i gestionada per Sudan, van dur a terme treball humanitari, igual que l'agència de desenvolupament musulmana Aga Khan.
Hi ha registrats grups de jueus, hindus i Fe bahà'í que constitueixen un percentatge molt petit de la població.
Les principals mesquites del país i l'Església Catòlica han tractat d'eliminar algunes pràctiques tradicionals indígenes dels seus llocs de culte, i instituir pràctiques que reflecteixin una interpretació més estricta dels textos sagrats. No obstant això, alguns cristians i musulmans practicants segueixen incorporant pràctiques tradicionals i rituals, i les autoritats religioses han estat generalment permissives amb aquest tipus de pràctiques.
Els grups estrangers missioners operen lliurement al país. Alguns grups ofereixen centres d'ensenyament religiós a les seves comunitats locals, mentre que altres ofereixen beques als estudiants perquè estudiïn als seus respectius països.
La Constitució estableix la llibertat de religió, i el govern generalment respecta aquest dret en la pràctica.

## Resultat del cens
| Afiliació           | Cens de 1997 | Cens de 2007 |
| ------------------- | ------------ | ------------ |
| Cristians           | 49.1%        | 56.1%        |
| Catòlics            | 23.8%        | 28.4%        |
| Cristians sionistes | 17.5%        | 15.5%        |
| Evangèlics          | 7.8%         | 10.9%        |
| Anglicans           | -            | 1.3%         |
| Musulmans           | 17.8%        | 17.9%        |
| Cap                 | 23.1%        | 18.7%        |
| Altres/Desconeguts  | 10.0%        | 7.3%         |
| Notes 1. 2.         |              |              |

## Campanya antireligiosa 1979-1982
El Frelimo, al poder des de la independència de Moçambic, esdevingué principalment marxista durant la guerra d'alliberament. Després de la independència, es va declarar l'estat secular i es van nacionalitzar totes les escoles i centres de salut, fins llavors privats i dirigits majoritàriament per institucions religioses. Davant la resistència, el nou estat va empresonar alguns clergues en 1975 i 1976 i va expulsar tots els Testimonis de Jehovà d'un districte de Zambézia el 1977.
En resposta als canvis en la situació social i religiosa de Moçambic, l'Església Catòlica Romana van fer crítica pública. Els bisbes catòlics van condemnar una societat sense Déu i van criticar la pena de mort i els camps de reeducació. El 1978 es va decidir transformar en una església de les comunitats, cosa que l'Estat va entendre com un moviment de resistència vers el socialisme, en comptes de la col·laboració proclamada per alguns Bisbes. El resultat va ser un atac directe sobre qualsevol religió per part de l'Estat.
Des de principis de 1979, el règim va tractar de desacreditar l'església sobre la base de la història de l'església colonial, i es va iniciar una campanya per tancar les esglésies, evitant les activitats religioses i restringint els moviments dels religiosos. Els catòlics i altres institucions religioses es van resistir més o menys obertament. El 1980 la resistència sovint era oberta i les males crítiques internacionals eren habituals, cosa que va convèncer el Frelimo de canviar la seva postura.
Nombrosos grups protestants a Moçambic van mantenir una forta lleialtat al govern del Frelimo, possiblement a causa que molts dels dirigents del Frelimo (incloent l'heroi nacional Eduardo Mondlane) havia estudiat a escoles protestants i el Consell Mundial d'Esglésies havien donat suport a l'institut de Moçambic a Dar es Salaam durant la guerra d'alliberament. Però moltes esglésies no catòliques també van patir molt, principalment els testimonis de Jehovà que van ser deportats de Zambezia i l'Església del Natzarè, que va veure a molts dels seus missioners empresonats.
L'islam va ser problament qui més va patir durant la campanya antireligiosa, a causa de la mala interpretació o perjudici de la direcció del FRELIMO. Alguns ministres pensaven, per exemple, que la cria de porcs era una bona idea per lluitar contra el subdesenvolupament i que realment no entenia la resistència dels musulmans al nord del país. Així es van crear alguns traumes que encara duren.
La Renamo es va beneficiar dels atacs antireligiosos del Frelimo. En 1978 el moviment rebel va dur a terme una campanya a nivell nacional i internacional en el tema de la religió, però amb poc impacte durador; només alguns grups pentecostals radicals estatunidencs i anglesos es va posar obertament de part de la Renamo. La postura de les guerrilles amb relació a les institucions religioses era de fet ambigua, i el moviment no ha dubtat a prendre religiosos com a ostatges o matar missioners, sacerdots, pastors o monges.
La campanya antireligiosa de Frelimo va acabar formalment el 1982, quan el partit al poder dur a terme una gran reunió amb totes les principals institucions religioses. En aquesta ocasió afirmaren que s'havien comès errors i que havia de prevaler la unitat nacional. El control estatal de les institucions religioses va continuar després de 1982, però l'atac de l'estat a la fe havia arribat a la seva fi.